# Jaltenco

L'église de San Jacinto à la Ville de San Andrés Jaltenco.

Jaltenco (mot d'origine nahuatl) est l'une de 125 municipalités de l'État de Mexico au Mexique.
Jaltenco confine au nord et à l'ouest à l'État de Zumpango (municipalité), au sud à Nextlalpan, au sud-ouest à Nextlalpan, au c'à la ville et à l'ouest à la municipalité de Zumpango.
Son chef-lieu est la Ville de San Andrés Jaltenco qui compte 11,000 habitants.